# Luis Muciño
Luis Muciño (* 24. April 1936 in Mexiko-Stadt) ist ein ehemaliger mexikanischer Radrennfahrer.

## Sportliche Laufbahn
Muciño war Bahnradsportler. Er war Teilnehmer der Olympischen Sommerspiele 1960 in Rom. Im Tandemrennen wurde er mit seinem Partner José Luis Téllez  auf dem 11. Rang klassiert. Im Sprint schied er im Vorlauf aus.

## Familiäres
Er ist der Vater von César Muciño, der Mexiko 1992 bei den Olympischen Sommerspielen im Bahnradsport vertrat.